# 神流万場中継局
神流万場中継局（かんなまんばちゅうけいきょく）は、群馬県多野郡神流町にあったアナログテレビ放送の中継局。

## 中継局

### アナログテレビ放送
| 放送局名          | チャンネル | 空中線電力        | ERP              | 放送対象地域 | 放送区域内世帯数 |
| GTV群馬テレビ     | 47ch       | 映像10W /音声2.5W | 映像44W /音声11W | 群馬県       | 約-世帯          |
| NHK東京教育テレビ | 49ch       | 映像10W /音声2.5W | 映像44W /音声11W | 全国         | 約-世帯          |
| NHK東京総合テレビ | 51ch       | 映像10W /音声2.5W | 映像44W /音声11W | 関東広域圏   | 約-世帯          |

- 2011年7月24日正午で廃局となった。

#### 放送エリア
- 多野郡神流町の一部

#### 置局住所
- 多野郡神流町麻生字朴ノ木反486（千束山）